# Gwary Mazowsza bliższego
Gwary Mazowsza bliższego – zespół gwar języka polskiego zaliczający się do dialektu mazowieckiego. Są używane w południowej, centralnej i zachodniej części Mazowsza. Od XX w. w dialektologii obszar ten, ze względu na swoiste cechy językowe i uwarunkowania historyczne, określany jest mianem Mazowsza bliższego (starszego). Choć dialekt mazowiecki był określany jako najbardziej odrębny spośród dialektów polskich m.in. przez Kazimierza Nitscha, Mazowsze bliższe, jako obszar o stosunkowo wczesnym osadnictwie, poddawany w latach późniejszych dużym wpływom cywilizacyjnym, charakteryzuje się gwarą mniej archaiczną od chociażby gwar kurpiowskich i gwar Mazowsza dalszego.
Gwary Mazowsza bliższego graniczą od północy z gwarami Mazowsza dalszego (nowszego), od zachodu z gwarami chełmińsko-dobrzyńskimi i gwarami łowickimi (księżackimi). Na południe od linii Białobrzegi-Kock przechodzą w gwary pogranicza Mazowsza (małopolsko-mazowieckie pogranicze językowe). Oprócz terenów historycznego Mazowsza, do Mazowsza bliższego zaliczana jest również ziemia łukowska.
Obecnie gwara tej części Mazowsza ulega silnym wpływom polszczyzny literackiej, tracąc swoje charakterystyczne cechy, przede wszystkim fonetyczne lub jest całkowicie wypierana przez polszczyznę literacką.

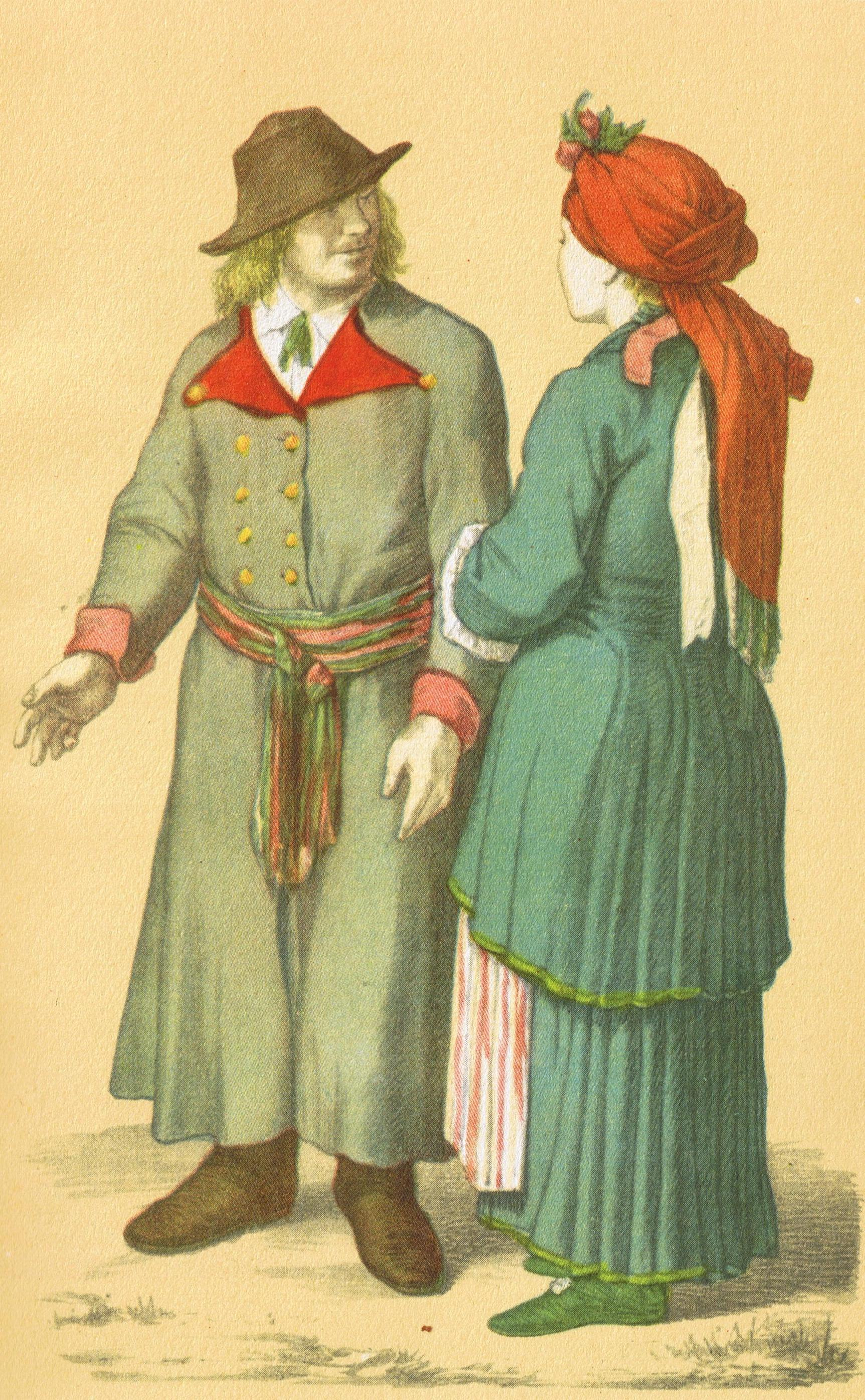
XIX-wieczny ubiór mazurski (mazowiecki) z okolic Warszawy. Jego tradycja najdłużej utrzymała się na Urzeczu.

## Historia
W II poł. XIX w. kulturę ludową Mazowsza dokumentował Oskar Kolberg, przytaczając m.in. liczne teksty pieśni ludowych. Chłopska i drobnoszlachecka ludność Mazowsza posługująca się gwarami mazowieckimi stanowiła wówczas grupę etnograficzną Mazurów. W latach późniejszych, ze względu na duże wpływy cywilizacyjne, bliskość stolicy w Warszawie oraz rozwój przemysłu, zatracili oni oryginalną tożsamość i kulturę ludową, co wiązało się również z postępującym zanikiem lokalnego dialektu.
Podział na Mazowsze bliższe i dalsze wprowadzony na początku XX w. przez językoznawcę Kazimierza Nitscha upowszechnił w zmodyfikowanej wersji Stanisław Urbańczyk. Późniejsze badania gwaroznawcze prowadzone na Mazowszu m.in. przez Henryka Friedricha, a w szczególności powojenne badania Anny Kowalskiej, doprowadziły do ustalenia obecnie uznawanych granic tego obszaru.
Już w okresie międzywojennym Halina Świderska opisywała gwary używane w częściach powiatów skierniewickiego i rawskiego (w kontraście do sąsiednich gwar księżackich) jako bezbarwna mowa czyniąca duże postępy w naśladowaniu języka klas wykształconych bliskiej Warszawy. W latach 60. XX w. językoznawczyni Anna Basara stwierdziła, że nawet niepiśmienni ludzie ze starszego pokolenia prowadzący osiadły tryb życia często nie zachowują gwary, posługując się dialektem zbliżonym do polszczyzny literackiej. W jej opinii prowadzenia badań nad gwarami mazowieckimi utrudniała dwujęzyczność ludności regionu przejawiająca się w znajomości gwary, ale jej niestosowaniu, przynajmniej w kontaktach z ludźmi spoza lokalnej społeczności.
Współcześnie, spośród terenów tradycyjnie posługujących się gwarami Mazowsza bliższego, nadal podtrzymywaną kulturą ludową i tożsamością regionalną wyróżnia się Polesie Mazowieckie. Jego gwarę opisała Aneta Bartnicka – autorka Słowniczka gwary kołbielskiej (2001) będącego jedną z nielicznych w regionie popularnonaukowych publikacji mających na celu popularyzację lokalnego dialektu.

## Fonetyka i fonologia
Choć gwary Mazowsza bliższego wykształciły do XX w. wiele charakterystycznych cech fonetycznych, Anna Basara już w latach 60. XX w. w przypadku wielu z nich podkreślała przewagę wymowy zgodnej z normą ogólnopolską. Występowanie wielu gwarowych cech fonetycznych nie było już wtedy konsekwentne, często nawet u tego samego informatora. Wiązało się to m.in. z ich postępującym zanikiem i stopniowym zastępowaniem form gwarowych ogólnopolskimi.

### Spółgłoski
Charakterystyczną dla gwar mazowieckich i małopolskich cechą występującą również w gwarach Mazowsza bliższego jest mazurzenie, czyli wymowa spółgłosek sz, ż, cz, dż jako s, z, c, dz, np. warstaty, cwarte, wysłem.
Obszar Mazowsza bliższego charakteryzuje się fonetyką międzywyrazową ubezdźwięczniającą, czyli ubezdźwięcznieniem ostatniej głoski wyrazu w pozycji międzywyrazowej.
Powszechnie występującą cechą gwarową jest wymieszanie grup ke, ge z kie, gie. W jego wyniku powstały gwarowe formy takie jak druge, takej, matkię, drogię. Spółgłoska l traktowana jest jako spółgłoska twarda, poprzedza zawsze samogłoskę y: lys, glyna, palyć. Z kolei ch wymawiane bywa miękko: chiba, łorzechi.
Charakterystyczna dla gwar mazowieckich jest twarda wymowa miękkiego m w końcówkach fleksyjnych ami, ymi, np.: sierpamyi, kołkamy.
W gwarach Mazowsza bliższego dysymilują się liczne grupy spółgłoskowe (chw, chrz, cht) np.: kwiejo, kwalić, krzan, chto.

### Samogłoski

#### Protezy
Prelabializacji ulega nagłosowa samogłoska o, rzadziej u: łosły, łorze, łowjes.

#### Rozwój samogłosek długich
Mazowsze bliższe wyróżniało się na tle Mazowsza wymową staropolskiego ā długiego jako a pochylone, sporadycznie również jako o, np.: zapumina°, zbira°, polecia°ł, duża°, ładno. Według Anny Basary ta cecha fonetyczna ulegała zanikowi już w latach 60. XX w., szczególnie w okolicach Warszawy. Starsi informatorzy z wsi podwarszawskich, pomimo znajomości form z a pochylonym, kojarzyli je raczej z mową pokolenia swoich rodziców i dziadków, stosując je tylko sporadycznie. Współcześnie, oprócz wymowy zgodnej z normą ogólnopolską, dużo częściej notowana jest wymowa staropolskiego ā jako o: duża°, ptok, godo, kijonki.
Dawna samogłoska ē ma w gwarach Mazowieckich różne kontynuanty od e jasnego, przez e pochylone, aż do i lub y. Choć realizacja tej samogłoski może być różna nawet w tym samym wyrazie u tego samego informatora (brzeyg, brzyg, śnieyg, śnig, bieyda, bida), wymowa pochylona występuje tu rzadziej niż na Mazowszu dalszym. W pewnym zakresie wymowa tego typu występuje również współcześnie.

#### Nosówki
Samogłoska ę, oprócz wymowy zgodnej z normą ogólnopolską, bywa ścieśniana do in, yn: napyndzany, wyngla. Na wschód od Wisły (na Polesiu Mazowieckim) Samogłoska ę w śródgłosie jest wymawiane szeroko jako ęa (częasto). Na północ od Wisły występuje wymowa typu czansto. Podwyższeniu artykulacji do un ulega często samogłoska nosowa ą: porżnunć, kunkol.
W wygłosie odnosowieniu ulegają obie samogłoski nosowe; ą jest wówczas realizowane jako o lub u: majo, cało, kosiarku. Samogłoski nosowe przed spółgłoską ł zgodnie z normą ogólnopolską ulegają odnosowieniu; mogą również ścieśnić się do u, i: capnuł, uwziła.

#### Przegłos
W gwarach Mazowsza bliższego nie zaszedł przegłos *ě > a, stąd archaiczne formy takie, jak wymietał, spowiedać, niese, wieze. Według Anny Basary zachowanie starszych form bez przegłosu było w XX w. jedną z lepiej zachowanych cech gwarowych na Mazowszu, występującą przede wszystkim na Mazowszu bliższym.

## Fleksja

### Rzeczownik
Wahanie wykazują końcówki rzeczowników rodzaju męskiego -a i -u; możliwe są tu zatem formy lasu i lasa, kraju i kraja, mrozu i mroza.
Formy celownika l.p. r.m., które w języku literackim zakończone są na -owi, wykazują w gwarach Mazowsza bliższego zróżnicowanie regionalne. Na Mazowszu płockim i na wąskim pasie położonym na południe od Wisły, ale również na Polesiu, używana jest końcówka -oju powstała w wyniku kontaminacji ogpol. końcówek -owi i -u. Na ziemiach położonych na południe i zachód od Grodziska Mazowieckiego oraz Grójca występuje końcówka -ewi (robotnikewi, gościewi) używana również w sąsiednim księstwie łowickim. Ogólnopolski sufiks -owi jest wyłączny w gwarach okolic Warki, Sochaczewa a przede wszystkim Warszawy.
Według Justyny Garczyńskiej w rzeczownikach r.m. w celowniku występuje również wahanie między końcówkami typu -owi, -oju a -u, które przejawia się w występowaniu obok form ogólnopolskich form typu gościu, gniazdowi.
W rzeczownikach r.ż. w l.mn. występują zarówno końcówki -e, jak i -i, -y: boleści // boleście, brwi // brwie.

### Czasownik
W czasownikach 1. os. l.mn., obok końcówek ogólnopolskich, występuje archaiczna końcówka -m (ucieklim, tańcowalim) oraz niekiedy pochodząca z dawnej liczby podwójnej -wa (byliźwa).
W 2. os. l.mn. występuje pochodząca z liczby podwójnej końcówka -ta (nieśliśta, weźta).

## Przykłady

### XIX wiek
Wypowiedź gospodarza zamieszkałego na Czerniakowie (od 1916 część Warszawy) zapisana przez Oskara Kolberga przy użyciu standardowego alfabetu polskiego, 1885:
U nas na lato suche je lepse; bo tu na Cyrzniakowie grunta misko, to chociaz ta wysechnie, to nie tak źle; gorzy, jak je mokro, co wygnije. A jak zasie desc, to zboze tak zbuja, ale nie tak będzie rzęsiste ino letkie. Oj, desc to tak płanetami idzie; jakeśmy byli w boru, to woda była po kostki, a o staje dalij, to ani kanuni!

### XX wiek
| Oryginał | Transkrypcja | Przybliżone tłumaczenie | Uwagi |
| --- | --- | --- | --- |
| Pov́edai̯u uucune luʒ́e, a navet i̯i sum kśunc naanbuńe, ze duχa viʒ́ić ńimozna, bo un ńima ćau̯a.                              | Powiedaju łucune ludzie, a nawet ji sum ksiunc na anbunie, ze ducha widzić ni mozna, bo un ni ma ciała.                             | Mawiają uczeni ludzie, a nawet sam ksiądz na ambonie, że ducha się nie da widzieć, bo on nie ma ciała.                                    | |
| I̯i fkateχyźḿe tak samo stoi, ale to fšysko i̯est ńepråvda, bo i̯i luʒ́e u̯opov́edai̯u i̯i io sum navu̯asne u̯ocy straχy vidyvåu̯ym. | Ji w katechyźmie tak samo stoi, ale to wszysko jest niepráwda, bo ji ludzie łopowiedaju ji jo sum na własne łocy strachy widywáłym. | I w katechizmie tak samo jest napisane, ale to wszystko jest nieprawda, bo i ludzie opowiadają i ja sam na własne oczy strachy widywałem. | Zamienne stosowanie a pochylonego oraz o jako kontynuantów staropolskiego ā długiego (jo, sum, ale práwda, widywáłym) |
| Tylko ze u̯uny ńekazdemu śe pokazui̯u; i̯a· χto boi̯uncy, to mu śe ńiɣdy ńic ńepokaze,                                        | Tylko ze łuny nie kazdemu sie pokazuju; ja chto bojuncy, to mu sie nichdy nic nie pokaze,                                           | Tylko że one nie każdemu się pokazują; jak ktoś jest strachliwy, to mu się nigdy nic nie pokaże,                                          | |
| bo i̯aɣby χto spšelenkńeńćo u̯umer, to Pambuk takemu duχoi̯u zaros cysca dou̯ozy abo i̯i doṕeku̯a struńći.                      | bo jachby chto s przelenknieńcio łumer, to Pam Buk takemu duchoju zaros cysca dołozy abo ji do piekła struńci.                      | bo jakby ktoś ze strachu umarł, to Pan Bóg takiemu duchowi zaraz dołoży cierpień w czyśćcu albo i do piekła strąci.                       | Końcówka rzeczownika r.m. w celowniku -oju typowa dla Mazowsza płockiego i Polesia                                    |